# Camp Nelson Heritage National Monument

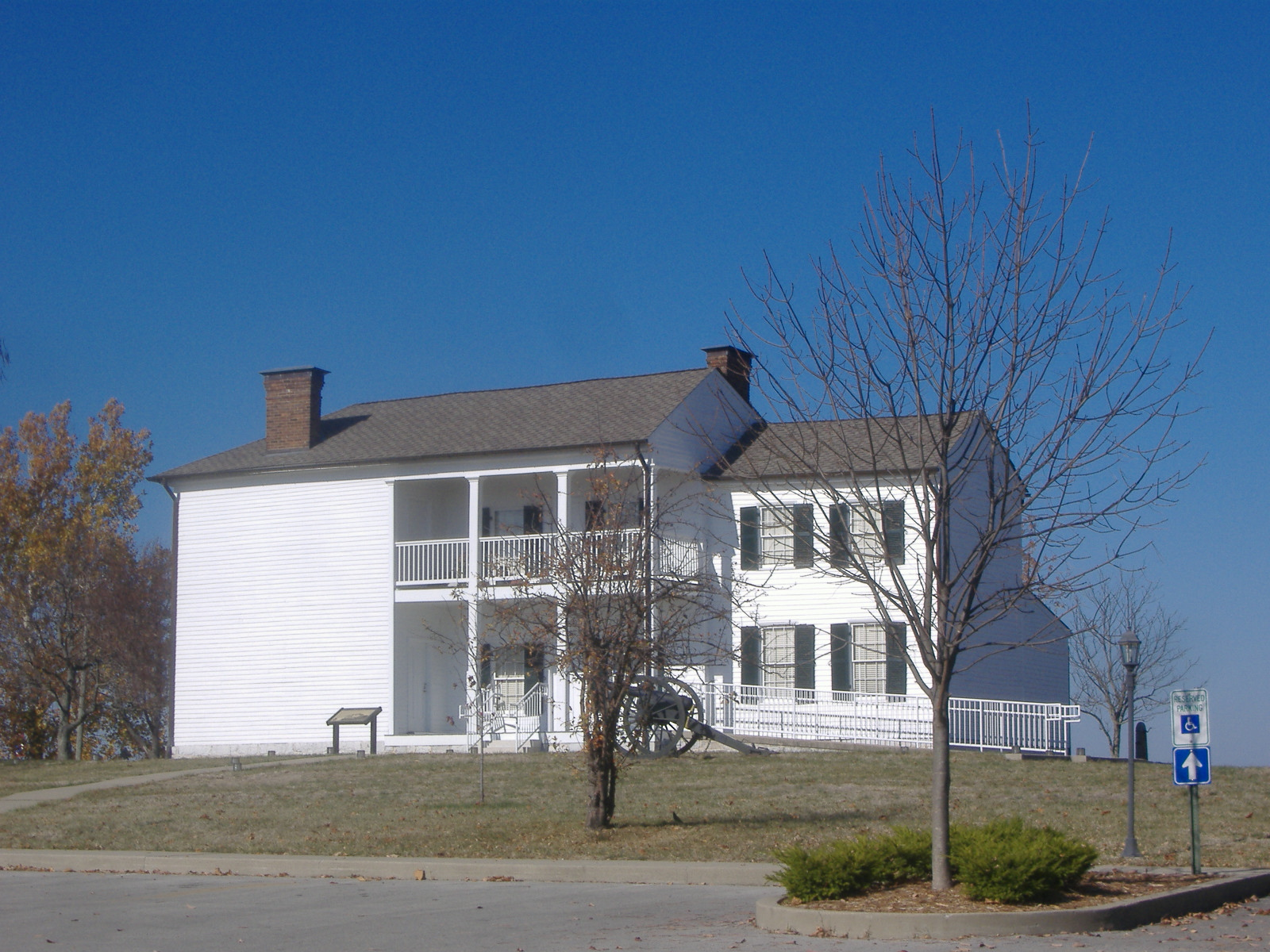
Oliver Perry House, das einzige erhaltene Originalgebäude des Camps, heute ein Museum

Das Camp Nelson Heritage National Monument ist ein US-amerikanisches National Monument im Jessamine County in Kentucky. Es wurde durch Präsident Donald Trump durch eine Presidential Proclamation am 26. Oktober 2018 mit dem Namen Camp Nelson National Monument und einer Flächengröße von 380 Acres ausgewiesen. Am 12. März 2019 wurde der Name, mit Unterzeichnung des Kongress-Gesetzes John D. Dingell, Jr. Conservation, Management, and Recreation Act durch Trump, in Camp Nelson Heritage National Monument verändert. Das National Monument wurde zum Gedenken an das Camp Nelson im Amerikanischen Bürgerkrieg ausgewiesen. Insbesondere wird hier die Emanzipation der afroamerikanischen Soldaten in der United States Army im Sezessionskrieg thematisiert. Der National Park Service betreut das Camp Nelson Heritage National Monument.

## Geschichte des Camp Nelson

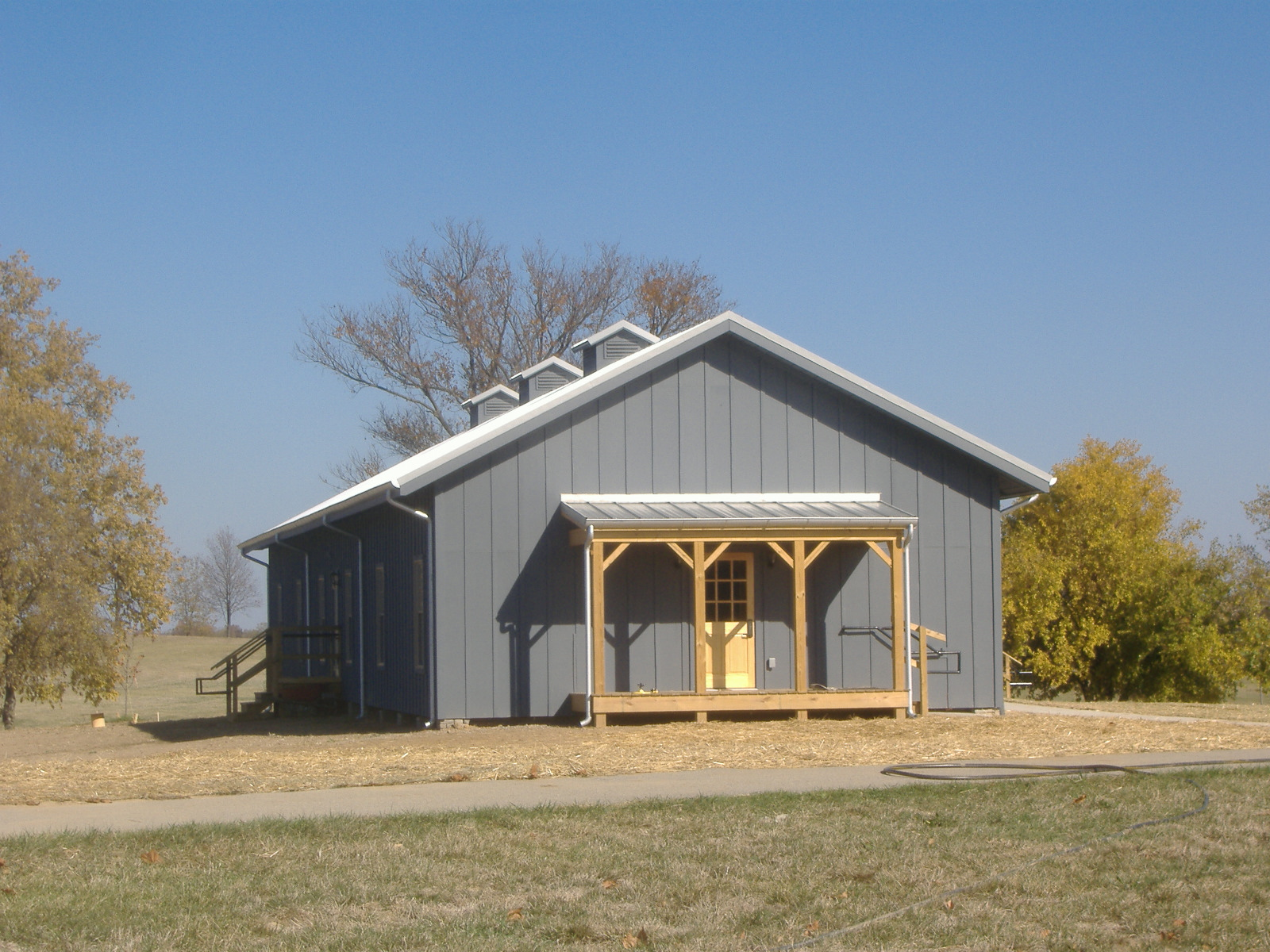
Camp Nelsons gray Building

Das Camp Nelson wurde 1863 als Versorgungslager und Krankenhaus der United States Army gegründet, als General Ambrose Burnside mit seiner Army of the Ohio einen Feldzug nach Tennessee startete, das damals Teil der Konföderierten Staaten von Amerika war. Vom Camp entsandte die US Army Truppen, um militärische Operationen an der Cumberland Gap und den Frontlinien in Tennessee und Virginia durchzuführen. Das Camp wurde nach Generalmajor William „Bull“ Nelson benannt, der 1862 bei einem Streit vom Unions Brigadegeneral Jefferson C. Davis erschossen wurde. Das Camp erreichte im Krieg eine Flächengröße von 2500 Acres,  und über 300 Gebäude standen auf dem Gelände. Das Camp umfasste zahlreiche Gebäude für Schmiede- und Wagenbauarbeiten sowie Gebäude zur Lagerung von Material und Artillerieausrüstung. Das Camp Nelson umfasste auch Kasernen und Stabsgebäude. Für Verletzte und Kranke war ein Krankenhaus mit 700 Betten, ein Krankenhaus für Militärgefangene und eine Rehabilitationseinrichtung vorhanden.
Camp Nelson wurde während des Bürgerkriegs auch als Rekrutierungs- und Ausbildungszentrum für neue Soldaten aus Ost-Tennessee und entkommene männliche Sklaven sowie als Flüchtlingslager für ihre Frauen und Kinder genutzt. Camp Nelson war eines der größten Rekrutierungszentren der US Army für afroamerikanische Soldaten, damals bekannt als United States Colored Troops. Während des Krieges riskierten Tausende von Sklaven ihr Leben, um ins Camp Nelson zu fliehen. Heute ist Camp Nelson eine der am besten erhaltenen Liegenschaften und archäologischen Stätten, die mit der Rekrutierung von farbigen Soldaten der Vereinigten Staaten und der Flüchtlingszeit afroamerikanischer Sklaven, die während des Bürgerkriegs ihre Freiheit suchten, in Verbindung gebracht werden kann. Ab 1863 versuchten Sklaven, ihre Freiheit zu erlangen, indem sie nach Camp Nelson und anderen Militäranlagen der Union in Kentucky flohen, obwohl Sklaverei damals in Kentucky noch legal war. Die Emanzipationsproklamation, die von Präsident Abraham Lincoln am 1. Januar 1863 veröffentlicht wurde, um Sklaven zu befreien, galt nur für die Konföderierten Staaten von Amerika. Als strategisch wichtiger Grenzstaat war Kentucky der Union gegenüber loyal geblieben und lag daher nicht im Geltungsbereich der Proklamation.
Kentucky war der letzte Staat in der Union, der die Aufnahme von geflohenen Sklaven erlaubte. Ab April 1864 erlaubte der Staat jedoch freien afroamerikanischen Männern und versklavten Männern, die die ausdrückliche Erlaubnis ihrer Besitzer hatten, sich bei der US Army einzuschreiben. Ungeachtet dieser begrenzten Möglichkeiten der Rekrutierung riskierten Sklaven ihr Leben und kamen ab Frühjahr 1864 im Camp Nelson an. Sie hatten das Ziel, in die US Army einzutreten, um ihre Freiheit zu erlangen und für die Freiheit anderer zu kämpfen.
Viele geflohene Sklaven, die 1864 ins Camp Nelson kamen, wurden von ihren Familien begleitet. Obwohl die Aufnahme in die US Army den Männern erlaubte, ihre eigene Freiheit zu erlangen, hatte sie nicht die gleiche Wirkung für ihre Familienmitglieder, die in den Augen des Gesetzes Sklaven blieben. Afroamerikaner im Camp Nelson, die sich nicht zur Armee gemeldet hatten, bauten ein Flüchtlingslager auf. Als die Rekrutierung der farbigen Soldaten für die US Army weiter zunahm, stieg auch die Anzahl der freiheitssuchenden Flüchtlinge im Camp Nelson. Es gab Bemühungen der US Army, die Familien zu trennen und solche, die nicht Soldaten wurden, an ihre Besitzer zurückzugeben. Die Bemühungen der US Army, Flüchtlinge aus dem Camp Nelson zu entfernen, gipfelten in der erzwungenen Vertreibung von etwa 400 afroamerikanischen Frauen und Kindern im kalten Wetter des November 1864. Die Vertreibung verursachte den Tod von 102 Flüchtlingen. Diese Tragödie hat die nationale Aufmerksamkeit und die öffentliche Unterstützung für die Notlage der Flüchtlinge im Camp Nelson geweckt. Als Reaktion darauf gründete die US Army im Januar 1865 das Camp Nelson Home for Colored Refugees und schuf damit einen sicheren Zufluchtsort für die Frauen und Kinder von afroamerikanischen Soldaten. Beeinflusst von diesen Ereignissen, erließ der US-Kongress im März 1865 ein Gesetz, welches die Ehefrauen und Kinder eines jeden angeworbenen Soldaten der Union zu freien Bürgern machte. Dieses Gesetz bot auch einen zusätzlichen Anreiz für afroamerikanische Männer, sich der US Army anzuschließen, und führte zum stetigen Ansteigen der Rekrutierung bis zum Ende des Krieges. Bis zum Ende des Bürgerkriegs traten mehr als 23.000 Afroamerikaner der US Army in Kentucky bei. Kentucky war damit der zweitgrößte Bereitsteller von farbigen Soldaten der Vereinigten Staaten. Mehr als 10.000 afroamerikanische Männer wurden im Camp Nelson angeworben oder ausgebildet. Acht farbige Truppenregimenter der Unionsarmee wurden im Camp Nelson gegründet und fünf weitere solcher Regimenter wurden dort während des Krieges stationiert.
Nach Ende des Bürgerkrieges 1865 begann das Kriegsministerium mit der Schließung des Camp Nelson. Die United States Sanitary Commission betrieb eine Zeit lang ein Soldatenheim im Camp Nelson, in einer ehemaligen Kaserne.

## Camp Nelson heute

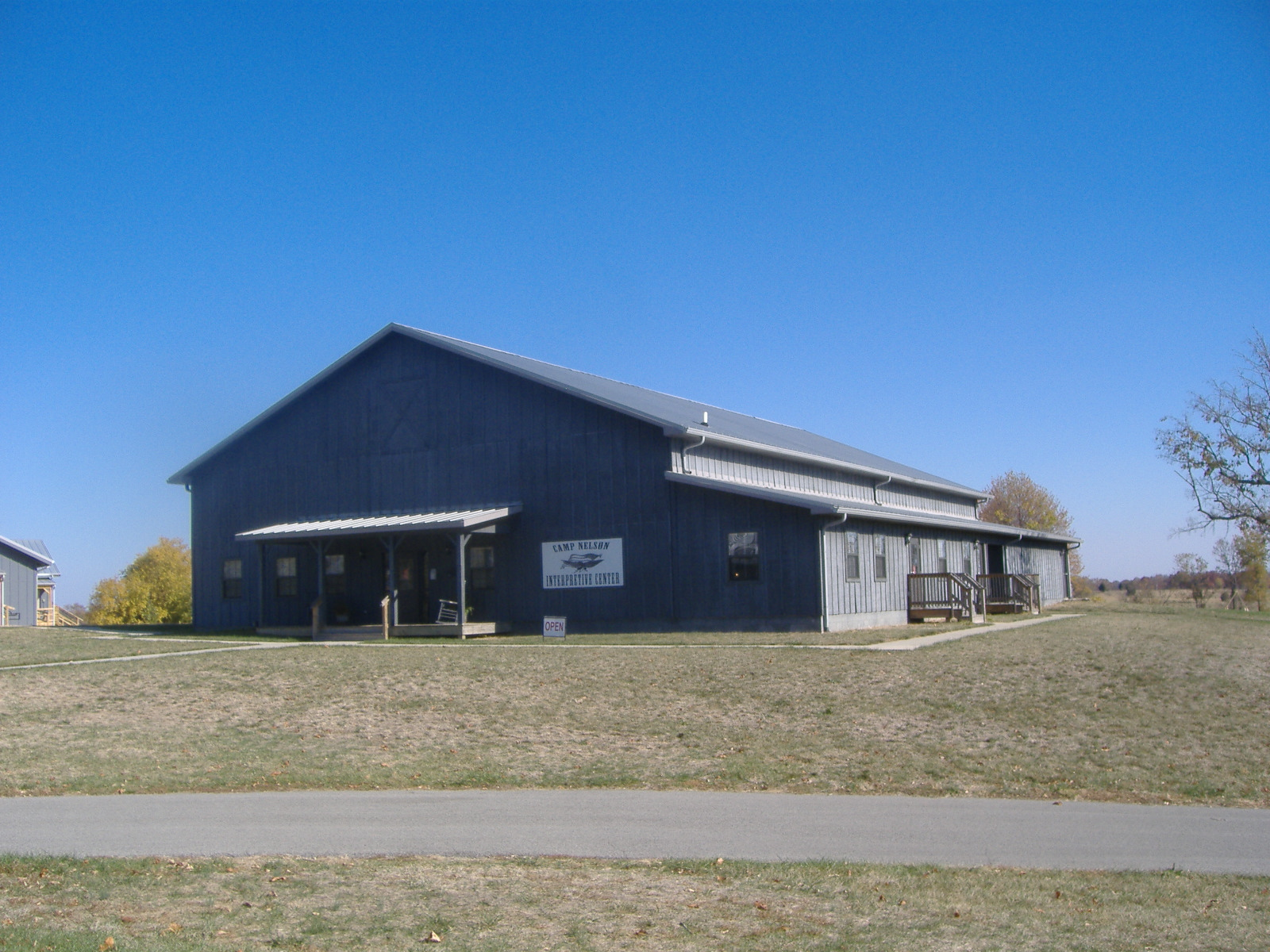
Camp Nelson Info Center

Das 1846 erbaute Oliver Perry House ist das einzige Gebäude auf dem Gelände aus der Zeit des Bürgerkriegs, welches noch steht. General Ambrose Burnside beschlagnahmte das Haus während des Krieges als Offiziersquartier. In vielen offiziellen Briefen wurde das Haus als White House bezeichnet. Derzeit wird das Haus als Museum betrieben.
Camp Nelson verfügt über fünf Meilen Wanderwege an der Nordgrenze. Hier liegen Überreste von Festungen und Befestigungen, die mit Schildern markiert sind. Fort Putnam wurde nach den Vorgaben des ursprünglichen Plans rekonstruiert.

## Schutzausweisungen
Auf dem Campgelände wurde der Camp Nelson Civil War Heritage Park mit 525 acres Flächengröße gegründet, der dem Jessamine County Fiscal Court unterstand. Ab dem 15. März 2001 war es im National Register of Historic Places (NRHP) gelistet. Am 12. März 2013 wurde Camp Nelson als Camp Nelson Historic and Archeological District vom US-Innenminister Ken Salazar als National Historic Landmark District (NHLD) ausgewiesen.
US-Innenminister Ryan Zinke schlug am 24. August 2017 vor, die Ausweisung des Camp Nelson als National Monument zu prüfen.

## Sonstiges

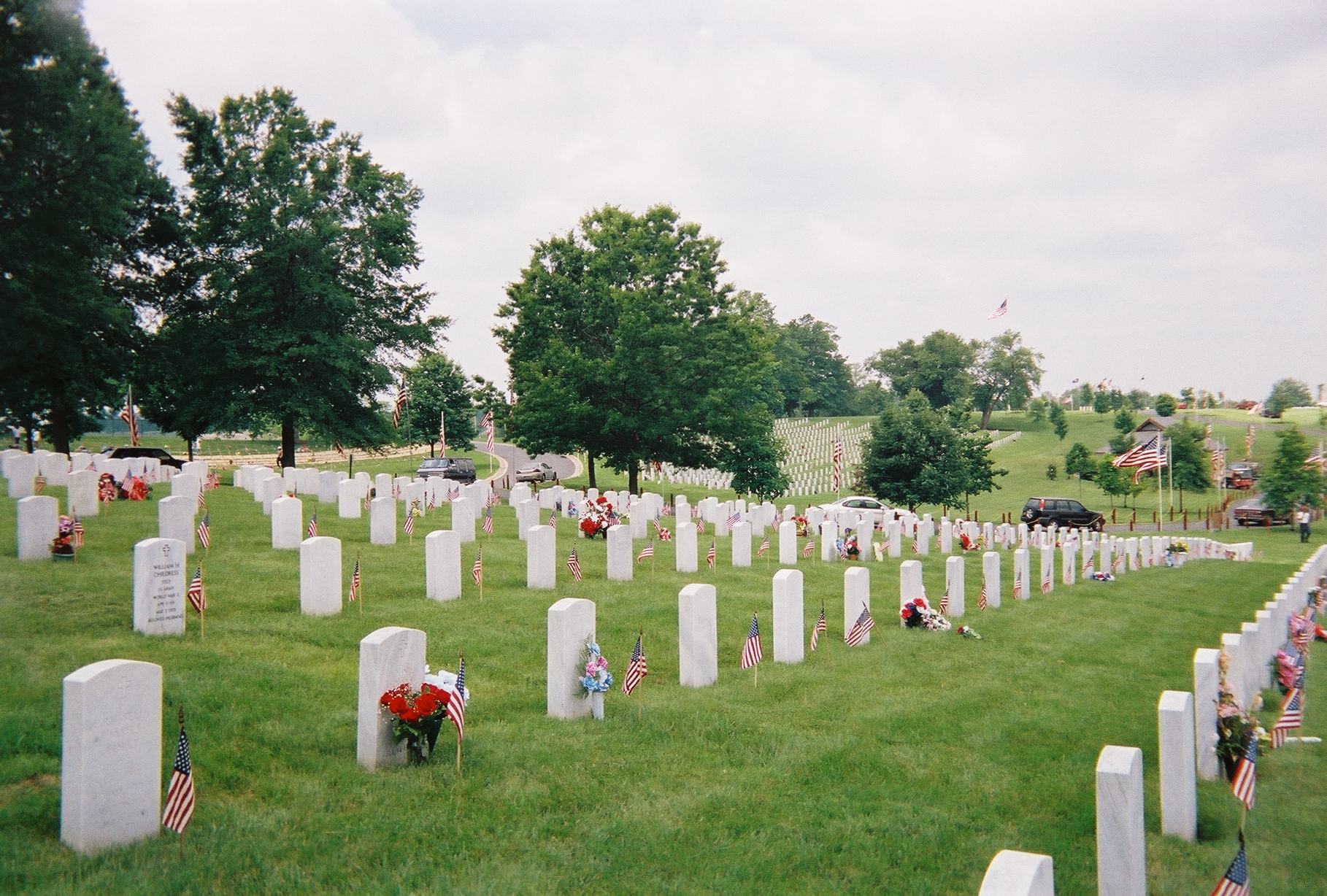
Camp Nelson National Cemetery

Der Camp Nelson National Cemetery, Teil des United States National Cemetery Systems, liegt nur eine Mile südlich. Der Camp Nelson National Cemetery hat eine Flächengröße von 30,2 Acres. Der Friedhof hat eine Kapazität von 15.000 Gräbern. Aktuell gibt es über 12.000 belegte Gräber. In 837 von den 2.452 noch aus der Bürgerkriegszeit bestehenden Gräbern sind schwarze Soldaten der US Army beigesetzt.